# Themus pokaliensis
Themus (Haplothemus) pokaliensis – gatunek chrząszcza wielożernego z rodziny omomiłkowatych.
Gatunek ten został opisany w 1983 roku przez Waltera Wittmera.
Chrząszcz o ciele długości 14 mm, ubarwionym jednolicie brązowo. Głowa na wysokości oczu trochę węższa od przedplecza. Czoło prawie płaskie, tylko przy każdej z nasad czułków mały wcisk. Czułki u samca długie i smukłe, u samicy krótsze. Długość drugiego członu samca większa niż członu trzeciego. Przedplecze szersze niż dłuższe, o trochę zaokrąglenie ku przodowi zwężonych bokach. Wydłużone, o prawie równoległych bokach pokrywy dość gęsto, dwojako owłosione: krótsze włoski są przylegające, dłuższe podniesione. Samiec ma smukłe, ku górze podgięte i na zewnętrznej krawędzi nieco rozszerzone laterophysis.
Owad znany tylko z pojedynczej lokalizacji w Nepalu, między Gupa Pokali a Gurza.